# Syringom

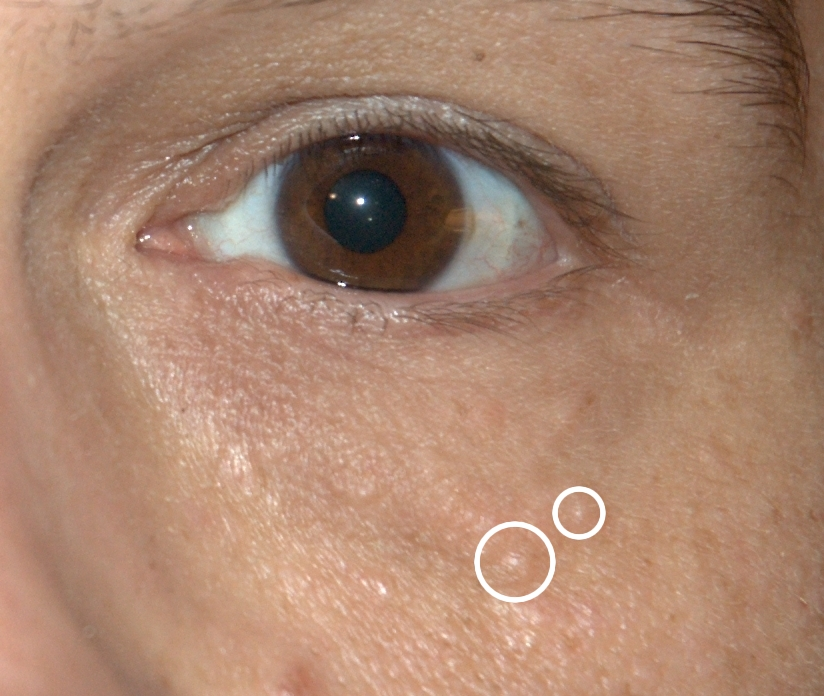
Syringom eingekreist

Das Syringom (synonym: Hidradenom, Adenoma sudoriparum) (Adenom des intraepithelialen Schweißdrüsenausführungsgangs), ist ein seltener, benigner (gutartiger) Tumor der Schweißdrüsen der Haut. Ursprungsgewebe sind ekkrine Schweißdrüsen.
Das Syringom imponiert als hautfarbene bis gelbliche Papel von bis zu 5 mm Größe und tritt vor allem im Gesichtsbereich sowie im Bereich der Vulva auf. Syringome kommen in der Mehrzahl bei Jugendlichen vor, Frauen sind häufiger betroffen als Männer.